# FK Liepājas Metalurgs
El FK Liepājas Metalurgs fou un club de futbol letó de la ciutat de Liepāja.

## Història
Antecedents:
- 1909: Fundació de l'Olimpija Liepaja, desaparegut el 1944.
- 1945: Fundació dels clubs Daugava Liepāja i Dinamo Liepāja
- 1949: Fusió de Daugava i Dinamo esdevenint Sarkanais Metalurgs[1][2]
- 1961: LMR Liepāja
- 1962: Zvejnieks Liepaja
- 1990: Olimpija Liepaja
- 1994: FK Liepaja
- 1996: Fusió amb FK DAG Riga esdevenint FK DAG Liepaja
- 1996: FK Baltika Liepaja
- 1997: Baltika Metalurgs Liepaja
- 1997: Metalurgs Liepaja

L'any 2013 el club fou dissolt després de la fallida del seu patrocinador, la metal·lúrgica Liepājas Metalurgs. En el seu lloc es fundà el 2014 un nou club anomenat FK Liepāja.

## Palmarès
- Lliga letona de futbol:[3]
  - 2005, 2009
- Copa letona de futbol:[4]
  - 1946, 1947, 1948, 1953, 1954, 1955, 1963, 1964, 2006
- Lliga bàltica de futbol: 
  - 2007
- Campionat de l'RSS de Letònia: 
  - 1946, 1947, 1949, 1951, 1953, 1954, 1956, 1957, 1958

## Futbolistes destacats
- Miervaldis Drāznieks
- Voldemārs Sudmalis
- Ernests Ziņģis
- Žanis Zviedris
- Jānis Intenbergs
- Ilmārs Verpakovskis
- Ainārs Linards
- Vladimirs Babičevs
- Māris Verpakovskis
- Dzintars Zirnis

## Entrenadors
Dades a 13 de novembre de 2007.
- 1945-1948  Kārlis Tīls
- 1949-1951  Arturs Bušs
- 1953-1954  Ernests Ziņģis
- 1954-1960  Afanasijs Ptičkins
- 1961  Hārdijs Blūms
- 1962-1963  Lev Korchebokov
- 1964-1965  Afanasijs Ptičkins
- 1966-1967  Lev Korchebokov
- 1967-1968  Boriss Graps
- 1969-1970  Raimonds Dambis
- 1971  Zigfrīds Driķis
- 1971-1975  Afanasijs Ptičkins
- 1976-1978 Vladimirs Davidovs  Valentins Obravins
- 1978-1980  Boris Reinhold
- 1981-1982  Valentīns Obrivins
- 1983-1984  Eduards Vlasovs
- 1985-1988  Vladimirs Žuks
- 1989-1990  Jānis Mežeckis
- 1991  Aivars Sveilis
- 1991  Jānis Zuntners
- 1992  Aleksandrs Jurenko
- 1993-1994  Jānis Zuntners
- 1994  Eduards Safjanovs
- 1994  Ilmārs Verpakovskis
- 1995  Viktors Ņesterenko
- 1996  Vladimirs Žuks
- 1996  Šendelas Geršovičius
- 1997  Jānis Gilis
- 1998-2000  Jurijs Popkovs
- 2000-2001  Anatoly Shelest
- 2002  Vladimir Muhanov
- 2002-2003  Viktors Lukins
- 2004-2007  Benjaminas Zelkevičius
- 2007-2008  Jurijs Andrejevs
- 2008  Vladimirs Osipovs
- 2008-2010  Rüdiger Abramczik
- 2011-2012  Vladimirs Osipovs
- 2012-2012  Dmitrijs Kalašņikovs
- 2012-2013  Jānis Intenbergs